# Pleaux
Pleaux település Franciaországban, Cantal megyében. Lakosainak száma 1464 fő (2022. január 1.). Pleaux Ally, Arnac, Barriac-les-Bosquets, Brageac, Chalvignac, Chaussenac, Cros-de-Montvert, Sainte-Eulalie, Saint-Martin-Cantalès, Besse, Rilhac-Xaintrie, Saint-Julien-aux-Bois és Soursac községekkel határos.

## Népesség
A település népességének változása:
| Lakosok száma | 1645 | 2328 | 2146 | 1667 | 1541 | 1517 | 1489 | 1463 | 1454 | 1464 |
|               | 1968 | 1982 | 1990 | 2006 | 2013 | 2015 | 2017 | 2019 | 2020 | 2022 |